# Svetlana Dašić-Kitić
Svetlana Kitić, kurzzeitig Dašić-Kitić, (* 7. Juni 1960 in Tuzla) ist eine ehemalige jugoslawische und bosnische Handballspielerin. Sie war im Jahr 1988 die erste Welthandballerin des Jahres der IHF und blickt zudem auf viele nationale Erfolge zurück.

## Vereinskarriere
Mit Radnički Belgrad gewann sie 1980 und 1984 den Europapokal der Landesmeister. Zwischen 1980 und 1985 stand sie mit ihrem Klub in jedem Finale dieses Wettbewerbs. 1986 folgte ein Erfolg im Europapokal der Pokalsieger. Im September 1987 wurde sie vom deutschen Zweitligaaufsteiger Buxtehuder SV verpflichtet.
Ihre Handballkarriere in der ersten Handballliga beendete sie im Alter von 46 Jahren; mit 48 Jahren gab Svetlana Kitić ein Comeback im Frauenhandball: Sie spielte in der Saison 2008/2009 für den serbischen Klub Radnički Belgrad.

## Nationalmannschaft
Bei den Olympischen Spielen 1980 in Moskau errang sie mit dem jugoslawischen Nationalteam die Silbermedaille. Vier Jahre später gewann sie das Turnier bei den Olympischen Spielen 1984 mit Jugoslawien gegen das Team der BR Deutschland. Bei beiden Medaillengewinnen stand sie in allen Spielen in der Startformation (1980: 29 Tore, 1984: 22 Tore). Sie errang außerdem bei der Handball-Weltmeisterschaft der Frauen 1982 mit Jugoslawien die Bronzemedaille. Sie bestritt 205 Länderspiele.
Sie war von 2006 bis 2008 Sportdirektorin der bosnischen Frauen-Nationalmannschaft.

## Persönliches
Da Svetlana Dašić-Kitić in Bosnien geboren ist, entschied sie sich nach dem Zusammenbruch Jugoslawiens für die bosnische Staatsbürgerschaft. Sie war mit dem Fußballspieler Blaž Slišković verheiratet. Diese Verbindung stand in Jugoslawien unter starker medialer Beobachtung. Später war sie mit Dragan Dašić verheiratet; nach vier Jahren wurde auch diese Ehe geschieden. Sie ist Mutter von drei Kindern.

## Ehrungen
Sie wurde im Jahr 1988 von der IHF zur Welthandballerin des Jahres gekürt. Im Jahre 2010 wurde sie von den Nutzern der IHF-Website zur besten Handballerin aller Zeiten gekürt.